# Colí cellablanc
El colí cellablanc (Dendrortyx leucophrys) és una espècie d'ocell de la família dels Odontofòrids (Odontophoridae) que habita la selva humida de les muntanyes de Chiapas i Amèrica Central fins a Costa Rica.